# Luanda
Luanda, tudi Loanda, nekoč imenovana São Paulo de Loanda, je glavno mesto Angole in s skoraj 6 milijoni prebivalcev širšega mestnega območja (ocena za leto 2012) daleč največje mesto te države na jugu Afrike, v katerem živi približno tretjina vseh Angolcev. Hkrati je eno največjih portugalsko govorečih mest na svetu.
Je pristaniško in industrijsko mesto, zgrajeno okrog globokega naravnega pristanišča v tropskem obalnem nižavju na severozahodu države. Glavne dejavnosti so proizvodnja pijač, avtomobilskih delov in cementa ter predelava nafte. Središče mesta je modernega videza, s stolpnicami in širokimi avenijami, višje ležeče okoliške predele pa zavzemajo barakarska naselja. Število prebivalcev je skokovito naraslo po osamosvojitvi Angole izpod portugalske oblasti leta 1975, ko se je pričela državljanska vojna. Zaradi tega se Luanda spopada s hudimi težavami - onesnaženjem, pomanjkanjem pitne vode in električne energije idr. Po oceni svetovalnega podjeja Mercer je bila v letih 2010 in 2011 najdražje mesto na svetu za tujce, predvsem na račun astronomskih najemnin v varovanih nepremičninah.

## Zgodovina
Mesto je leta 1576 ustanovil portugalski raziskovalec Paulo Dias de Novais in postal prvi guverner. Območje je bilo pod nadzorom kraljestva Ndongo, kateremu je mesto plačevalo davek (loanda), po čemer je dobilo tudi ime. Kasneje so Portugalci okrepili svojo vojaško prisotnost in zgradili impozantno trdnjavo São Miguel ter se zapletli v vojno s kraljestvom, ki je trajala celo stoletje preden so ga podjarmili.
Že v prvi polovici 17. stoletja je postala Luanda središče portugalske trgovine s sužnji, posebej za izvoz v kolonijo Brazilijo. Lokalni guvernerji so plačevali del zaslužka portugalskim kraljem, s preostankom pa bogateli, kar je pogosto povzročalo konflikte med njimi in naseljenci. Zaradi močnih povezav z Brazilijo in Evropo se je razvila značilna kreolska kultura, ki je v mestu opazna še danes.
V 20. stoletju je Luanda doživela eksplozivno rast kot glavna točka za izvoz naravnih bogastev kolonije. Leta 1901 je bila proti notranjosti zgrajena prva železniška proga v državi in izvoz sužnjev je počasi zamenjal izvoz kmetijskih pridelkov (predvsem kave in bombaža), diamantov ter kamene soli. Naslednji prelomni dogodek je bilo odkritje nafte leta 1955, zaradi česar je bila na severu luandskega zaliva zgrajena velika rafinerija. Nafta je zamenjala kavo kot glavni vir prihodka.
Po osamosvojitvi Angole, pred katero je mesto zapustila večina belskega prebivalstva, sta se industrija in infrastruktura sesuli. Hkrati se je zaradi krvavih spopadov v državi tja priselilo ogromno število beguncev, ki so še poslabšali situacijo. Še v začetku 21. stoletja so bili pogosti izbruhi kolere in drugih nalezljivih bolezni.